# Claude Roy Kirk

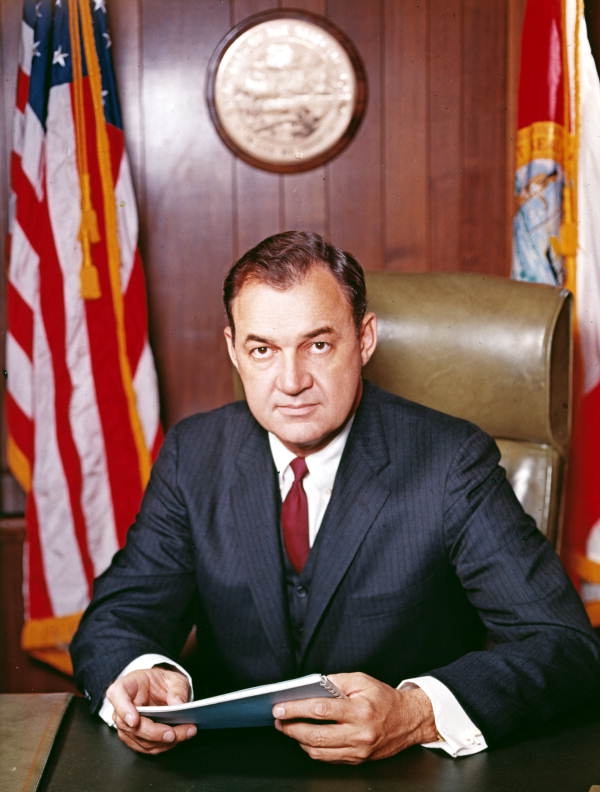
Claude Kirk junior (1967)

Claude Roy Kirk, Jr. (* 7. Januar 1926 in San Bernardino, Kalifornien; † 28. September 2011 in West Palm Beach, Florida) war ein US-amerikanischer Politiker und von 1967 bis 1971 der 36. Gouverneur des Bundesstaates Florida.

## Frühe Jahre und politischer Aufstieg
Der in Kalifornien geborene Claude Kirk kam über Chicago, Illinois und Montgomery, Alabama nach Florida. Er diente sowohl im Zweiten Weltkrieg, als auch während des Koreakrieges im US Marine Corps. Zwischen den Kriegen absolvierte er 1949 die University of Alabama. Im Jahr 1956 gründete er in Jacksonville die „American Heritage Life Insurance Company“ eine von vielen Versicherungsgesellschaften, die sich – angezogen von der Politik des Bürgermeisters W. Haydon Burns – in Jacksonville niederließen.
Im Jahr 1960 wechselte Kirk von der Demokratischen Partei zu den Republikanern. Er unterstützte den Präsidentschaftswahlkampf von Richard Nixon, der aber letztlich gegen John F. Kennedy unterlag. Im Jahr 1964 kandidierte Kirk erfolglos für einen Sitz im US-Senat. Die Republikanische Partei nominierte ihn 1966 zu ihrem Spitzenkandidaten für die anstehende Gouverneurswahl. Bei dieser Wahl profitierte er von der Zerstrittenheit der Demokratischen Partei. Diese hatte den bisherigen Gouverneur Haydon Burns, den früheren Bürgermeister von Jacksonville, nicht wieder nominiert. Daraufhin weigerten sich Burns und seine Anhänger, den nominierten Kandidaten Robert High zu unterstützen. Das Ergebnis des Streits war der Wahlsieg des Republikaners Kirk. Dieser wurde der erste Republikanische Gouverneur Floridas seit der Wahl von Marcellus Stearns im Jahr 1874.

## Gouverneur von Florida
Claude Kirks vierjährige Amtszeit begann am 3. Januar 1967. In dieser Zeit wurde 1968 die neue Verfassung des Staates verabschiedet. Über Fragen wie Wirtschaftswachstum und Steuern kam es oft zu Konflikten zwischen dem Gouverneur und den beiden großen Parteien. Erwähnenswert ist noch, dass 1968 die Lehrer des Staates in den Streik traten. Nach der neuen Verfassung war eine Wiederwahl 1970 möglich und Gouverneur Kirk entschloss sich zu einer erneuten Kandidatur. Diesmal unterlag er in der Wahl seinem demokratischen Gegner Reubin Askew.

## Weiterer Lebensweg
Nach dem Ablauf seiner Amtszeit am 5. Januar 1971 widmete sich Kirk wieder seinen privaten Geschäften. In der Folge unternahm er mehrere erfolglose Versuche in den US-Senat und erneut zum Gouverneur gewählt zu werden. Auch das zwischenzeitlich angestrebte Amt des Bildungsministers von Florida konnte er nicht erringen. Er war mit Erika Mattfeld verheiratet, mit der er fünf Kinder hatte.
Sein Schwiegersohn ist Ander Crenshaw, seit 2001 republikanischer Kongressabgeordneter aus Florida.